# Przytulia fałszywa
Przytulia fałszywa (Galium spurium L.) – gatunek rośliny należący do rodziny marzanowatych. Roślina kosmopolityczna, spotykana także w Polsce, częściej w południowej części kraju. Rośnie najczęściej jako chwast w uprawach, zwykle zbóż i ziemniaków. Podobna jest do przytulii czepnej i nierzadko oba te gatunki rosną razem. Podobnie jak przytulia czepna bardzo łatwo przyczepia się do ubrań.
W Chinach bywa wykorzystywana jako roślina lecznicza. Z korzeni może być wytwarzany czerwony barwnik. Młode liście są jadalne na surowo i po ugotowaniu.
Regionalnie gatunek może zanikać z powodu intensyfikacji rolnictwa i ograniczania siedlisk ruderalnych na terenach wiejskich.

## Rozmieszczenie geograficzne
Występuje jako gatunek rodzimy w Europie, Azji i północnej Afryce, a jako introdukowany – na wszystkich kontynentach. W Europie rośnie na niemal całym kontynencie, ale raczej jako rzadki gatunek w zachodniej jego części, a jako miejscami tylko zawlekany w części północnej. W Azji spotykany jest na przeważającej części kontynentu z wyjątkiem Indii i południowo-wschodniej części.
W Polsce gatunek rozpowszechniony na południu, na północy rzadziej spotykany.

## Morfologia
PokrójRoślina o pędach osiągających zwykle do 80, rzadko do 100 cm długości, od nasady rozgałęziających się, pokładających się, podnoszących i wspinających się. Łodyga o średnicy od 0,5 do 2,5 mm, wyraźnie czterokanciasta, z szorstkimi szczecinkami skierowanymi w dół, poza tym w węzłach owłosiona. Międzywęźla do 2 razy dłuższe od liści.
LiścieZebrane w okółki (przeważnie po 7–8), równowąsko lancetowate, o do 3 (rzadziej 3,5) cm długości i do 3 (rzadziej 4) szerokości mm. U nasady długo zbiegające, w górze krótko zaostrzone z długo wyciągniętym, ostrym końcem. Na brzegu zwykle nieco podwinięte, z wierzchu mniej lub bardziej owłosione, na brzegu i centralnej wiązce pokryte także szczecinkami skierowanymi ku nasadzie.
KwiatyDrobne, zielonkawe, zebrane po kilka (zwykle do 7) w kwiatostan wyrastający w kącie liści i dłuższy od nich. Szypułki proste lub odgięte, często zgięte tuż pod owocem. Kwiatostan wspierają trzy (rzadko więcej) podsadki podobne do liści, ale od nich mniejsze. U nasady szypuł kwiatowych znajdują się poza tym drobne, pojedyncze przysadki. Korona osiąga średnicę do 1,5 (rzadko 2) mm, płatki są żółtawozielonkawe, nagie i zaostrzone.
OwoceRozłupnie rozpadające się na dwie półkuliste rozłupki o długości od 1,5 do 3 mm i szerokości do ok. 1,5 mm. Owoce są nagie i błyszczące (ssp. spurium) lub pokryte szczecinkowatymi, haczykowatymi włoskami (ssp. echinospermum).

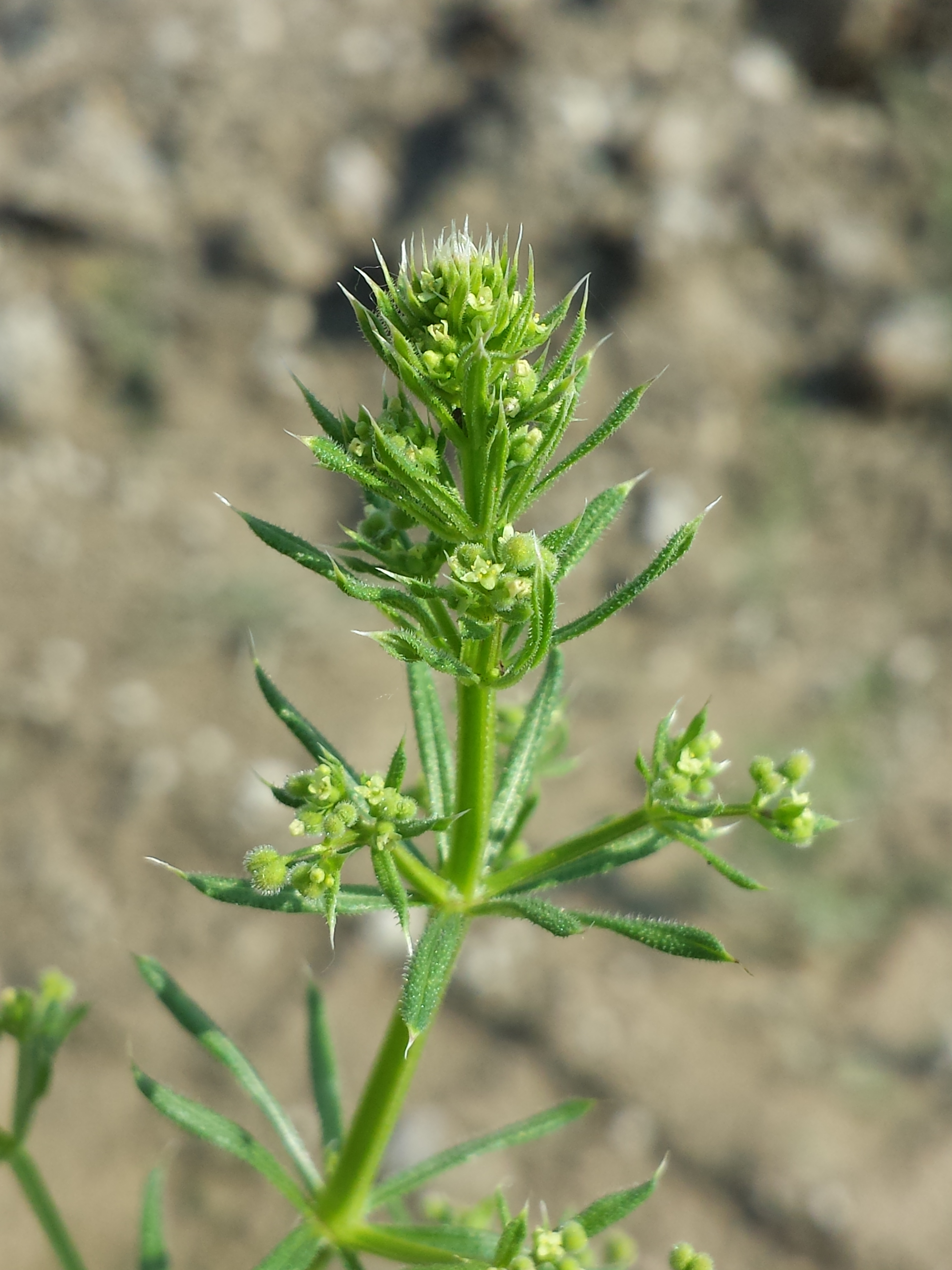
Kwitnący pęd
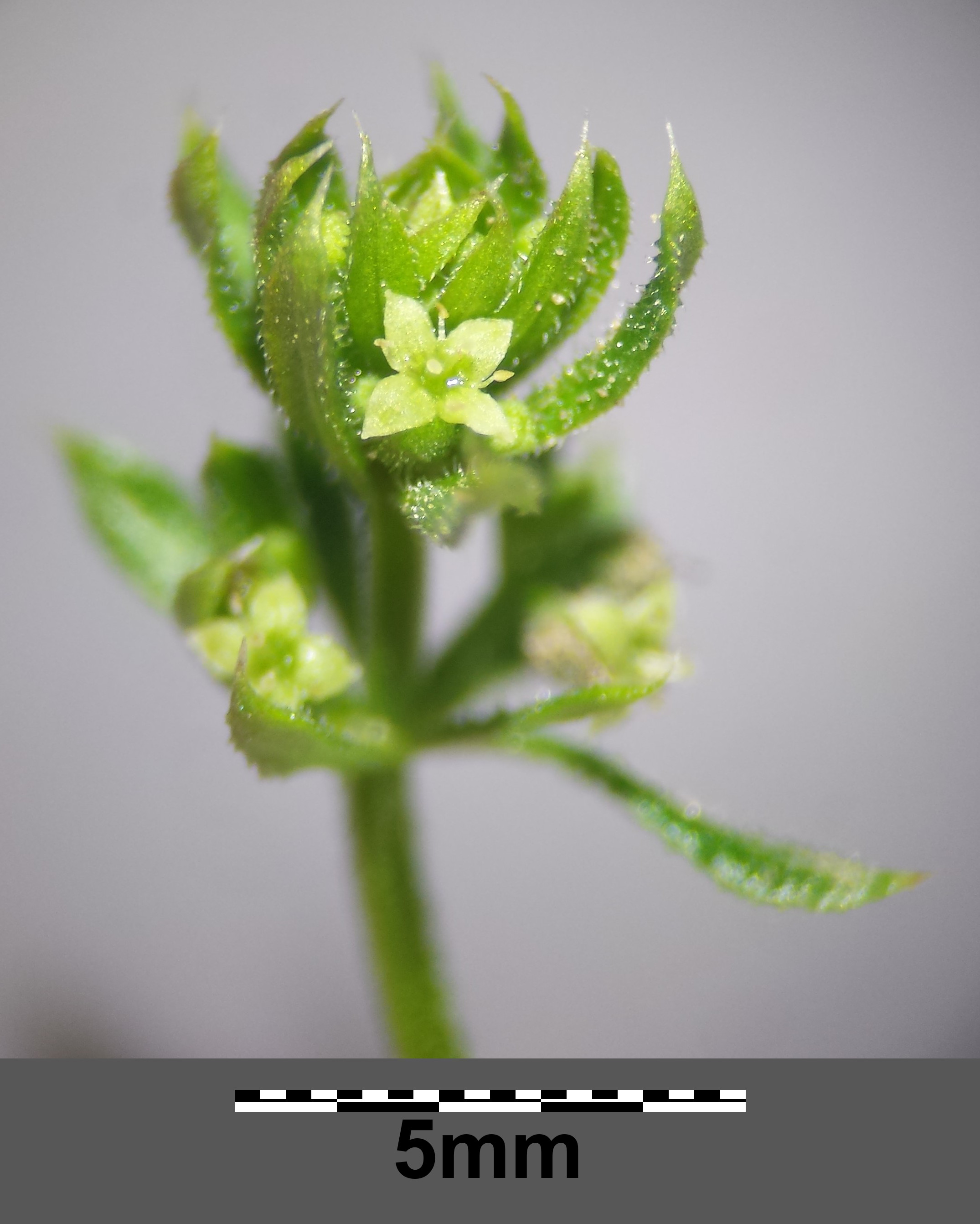
Kwitnący pęd
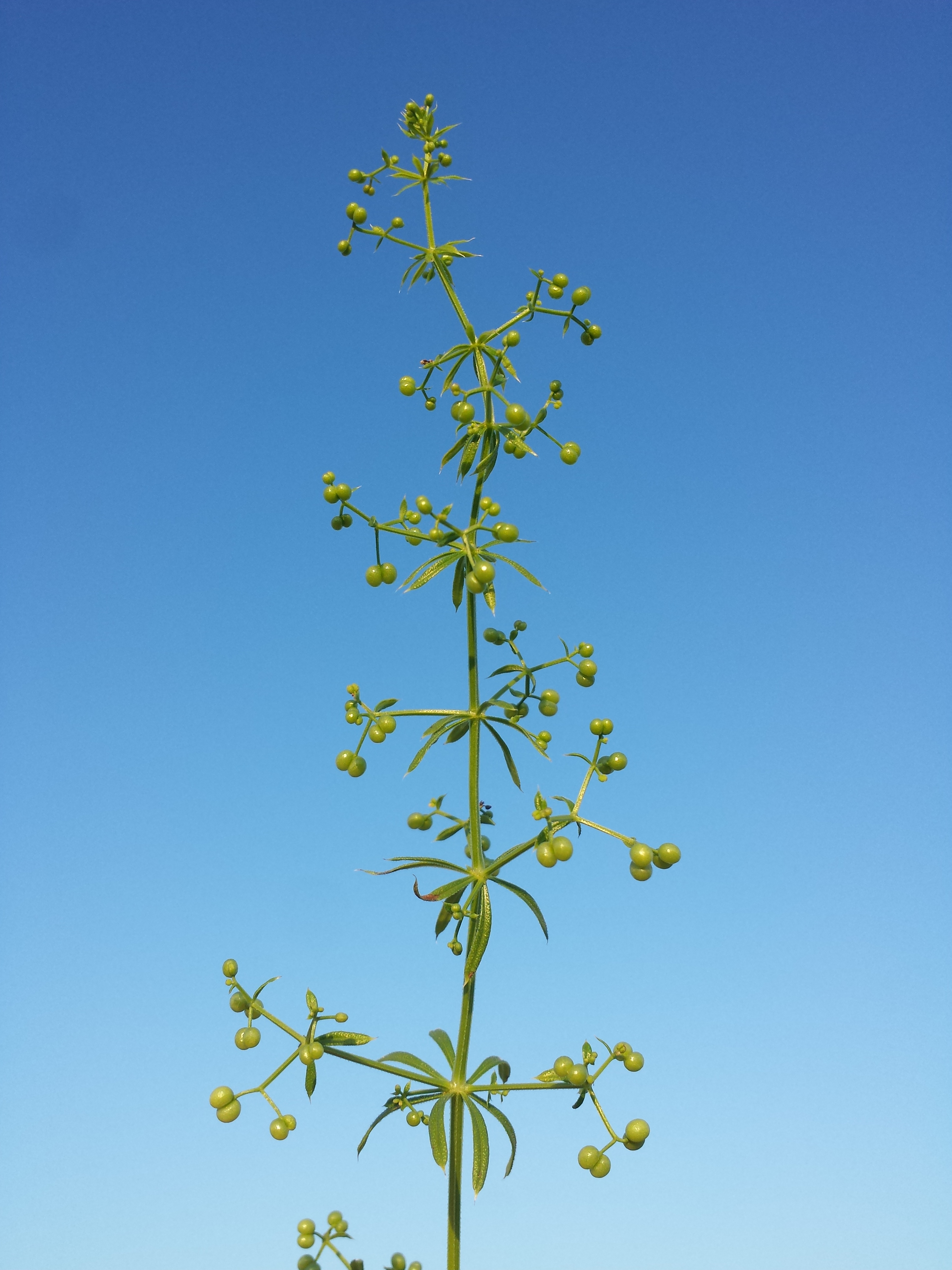
Pęd owocujący
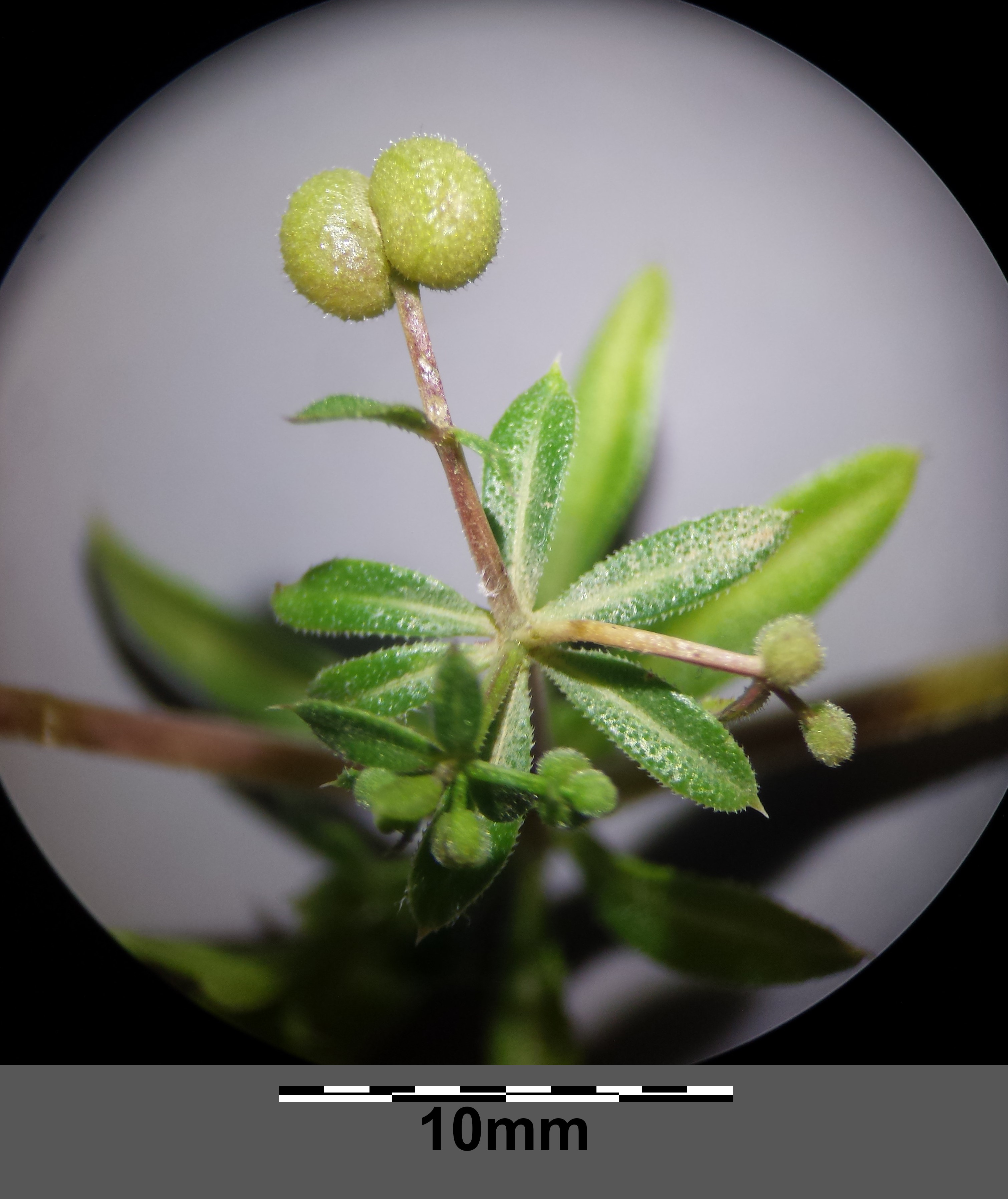
Owoce var. echinospermum
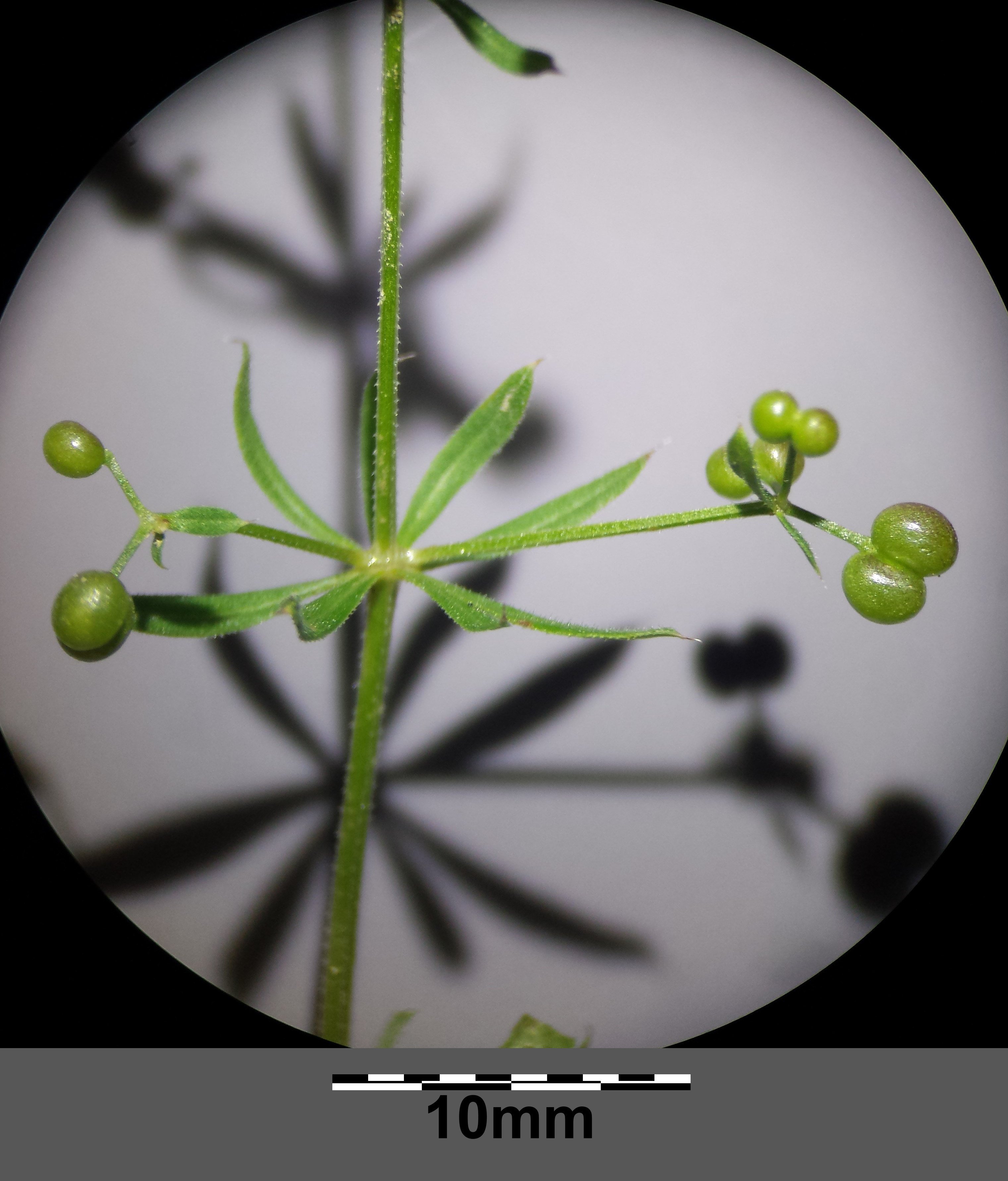
Owoce var. spurium

Gatunki podobneRośliny z owocami pokrytymi szczecinkami są bardzo podobne do przytulii czepnej G. aparine (w Polsce bardzo pospolity gatunek). Roślina ta osiąga jednak większe rozmiary (ponad 1 m długości), ma szersze liście (od 3 do 8 mm), kwiaty ma białe i większe (od 1,7 do 2,5 mm), owoce bardziej kuliste i większe (zwykle 4–5 mm średnicy), haczykowate szczecinki   wyrastają na nich z wyraźnych brodawek.

## Systematyka
Takson ten bywa w niektórych ujęciach (głównie historycznych) włączany do gatunku przytulia czepna G. aparine sensu lato. Jest bardzo zmienny i często w obrębie tych samych populacji. Duża zmienność była powodem opisywania w jego obrębie bardzo licznych drobnych gatunków lub taksonów wewnątrzgatunkowych, jednak w większości uznaje się je za synonimy nie mające znaczenia taksonomicznego. Homonim Galium spurium All. jest synonimem nazwy naukowej przytulii paryskiej Galium parisiense L.
Wyróżnia się:
- subsp. spurium – ma owoce gładkie
- subsp. infestum (W.K.) Janchen (syn.: G. vaillantii D.C., G. spurium var. echinospermum (Wallr.) Hayek, subsp. vaillantii (DC.) Gaudin) – owoce pokryte haczykowatymi włoskami
- subsp. ibicinum (Boiss. & Hausskn.) Ehrend.[14] – występuje w wysokich górach w Azji[9]
- subsp. africanum Verdc.[14]

## Biologia i ekologia
Roślina jednoroczna. Kwitnie od maja do sierpnia (w cieplejszym klimacie od marca). Preferuje gleby wapienne. Rośnie w uprawach i na siedliskach ruderalnych, poza tym w zaroślach i murawach, na wydmach, na brzegach rzek i na górskich stokach.
W Europie rośliny tego gatunku mają liczbę chromosomów wynoszącą 2n = 20, natomiast w Azji i Afryce 2n = 40. 